# Župnija Dornava
Župnija Dornava je rimskokatoliška teritorialna župnija, dekanije Ptuj, Ptujsko-Slovenjegoriškega naddekanata, ki je del nadškofije Maribor.
Župnijo vodijo minoriti.

## Sakralni objekti
- Cerkev sv. Doroteje, Dornava (župnijska cerkev)